# کولکوروینو
کولکوروینو (به ایتالیایی: Collecorvino) یک کومونه در ایتالیا است که در استان پسکارا واقع شده‌است.

## خصوصیات
کولکوروینو ۳۲ کیلومترمربع مساحت و ۵٬۶۳۱ نفر جمعیت دارد و ۲۵۴ متر بالاتر از سطح دریا واقع شده‌است.